# Serra Saladella
La Serra Saladella és una serra situada als municipis d'Olivella i Sant Pere de Ribes (Garraf), amb una elevació màxima de 276 metres.